# Рухадзе, Феодосия Алексеевна
Феодосия Алексеевна Рухадзе (1888 год, Кутаисский уезд, Кутаисская губерния, Российская империя — неизвестно, Грузинская ССР) — колхозница колхоза имени Стуруа Цулукидзевского района, Грузинская ССР. Герой Социалистического Труда (1950).

## Биография
Родилась в 1888 году в крестьянской семье в одном из сельских населённых пунктов Кутаисского уезда.
Окончила местную сельскую школу. Во время коллективизации вступила в колхоз имени Стуруа Цулукидзевского района. Трудилась на чайной плантации. За выдающиеся трудовые достижения в годы Великой Отечественной войны и в связи с 25-летием Грузинской ССР была награждена в 1946 году медалью «За трудовое отличие».
В 1949 году собрала 7595 килограммов сортового зелёного чайного листа на участке площадью 0,5 гектара, что стало одним из самых высоких достижений в чаеводстве в Грузинской ССР в этом году после рекордных показателей Ольги Мушкудиани, которая собрала 7723 килограмма чайного листа. Указом Президиума Верховного Совета СССР от 19 июля 1950 года удостоена звания Героя Социалистического Труда за «получение высоких урожаев сортового зелёного чайного листа и цитрусовых плодов в 1949 году» с вручением ордена Ленина и золотой медали «Серп и Молот» (№ 5241).
Этим же указом званием Героя Социалистического Труда была награждена труженица колхоза имени Стуруа Ольга Мушкудиани.
Дата смерти не установлена.
Награды
- Герой Социалистического Труда
- Орден Ленина
- Медаль «За трудовое отличие» (24.02.1946)